# AZS Łódź

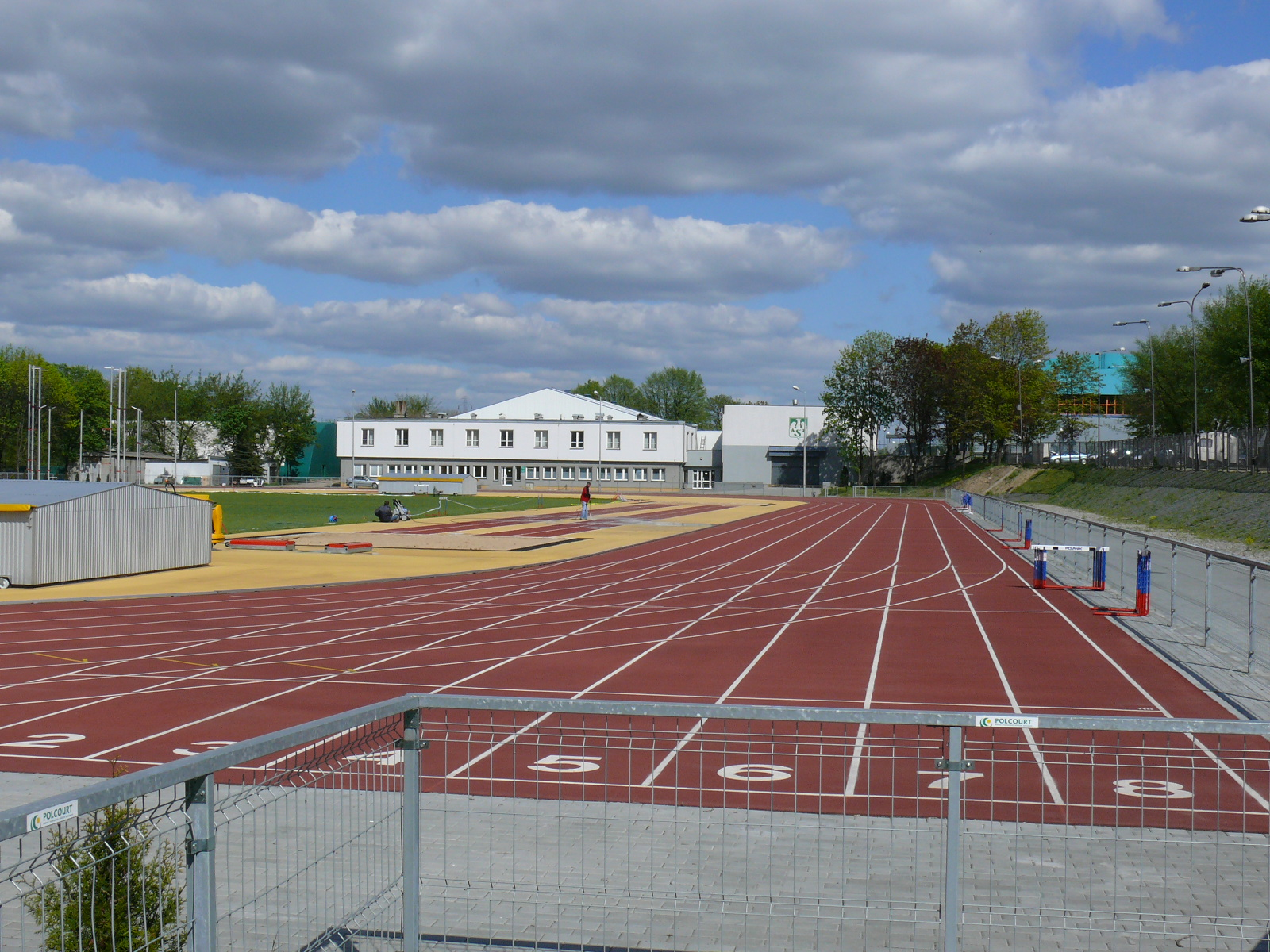
Główny stadion lekkoatletyczny Akademickiego Związku Sportowego, ul. Lumumby 22/26

AZS Łódź (Akademicki Związek Sportowy w Łodzi) – klub założony w 1945 roku z chwilą powołania w Łodzi pierwszych wyższych uczelni.
W latach 40. i na przełomie 50. i 60. XX wieku największe sukcesy odnosili siatkarze, od lat 70. klub opiera się na lekkoatletach. Obecnie AZS prowadzi szkolenie młodzieży w dziewięciu sekcjach sportowych i organizuje zajęcia dla studentów osiemnastu łódzkich szkół wyższych. Są również organizowane zajęcia dla dzieci i młodzieży.

## Sekcje
- Badminton
- Curling
- Judo
- Lekkoatletyka
- Szachy
- Taekwondo
- Tenis
- Windsurfing
- Żeglarstwo